# يوكو مياموتو
يوكو مياموتو (باليابانية: 宮本裕向) هو مصارع محترف ياباني، ولد في 25 مايو 1982 في Yoshiwa, Hiroshima ‏ في اليابان.

## روابط خارجية
- يوكو مياموتو على موقع CageMatch worker (الإنجليزية)